# Trophée des Alpilles 2012
Il Trophée des Alpilles 2012 è stato un torneo professionistico di tennis maschile giocato sul cemento. È stata la 4ª edizione del torneo, facente parte dell'ATP Challenger Tour nell'ambito dell'ATP Challenger Tour 2012. Si è giocato a Saint-Rémy-de-Provence in Francia dal 3 al 9 settembre 2012.

## Partecipanti

### Teste di serie
| Nazionalità | Giocatore          | Ranking* | Testa di serie |
| ----------- | ------------------ | -------- | -------------- |
| Lussemburgo | Gilles Müller      | 53       | 1              |
| Italia      | Flavio Cipolla     | 87       | 2              |
| Belgio      | Olivier Rochus     | 105      | 3              |
| Germania    | Matthias Bachinger | 115      | 4              |
| Russia      | Evgenij Donskoj    | 119      | 5              |
| Russia      | Igor' Kunicyn      | 126      | 6              |
| Francia     | Josselin Ouanna    | 147      | 7              |
| Portogallo  | Gastão Elias       | 148      | 8              |

- 1 Ranking al 27 agosto 2012.

### Altri partecipanti
Giocatori che hanno ricevuto una wild card:
- Antoine Escoffier
- Adrian Mannarino
- Elie Rousset
- Martin Vaisse

Giocatori che sono passati dalle qualificazioni:
- Guillermo Olaso
- Sami Reinwein
- Florian Reynet
- David Rice

## Campioni

### Singolare
- Josselin Ouanna ha battuto in finale  Flavio Cipolla con il punteggio di 6–4, 7–5

### Doppio
- Laurynas Grigelis /  Uladzimir Ihnacik hanno battuto in finale  Jordi Marsé-Vidri /  Carles Poch-Gradin con il punteggio di 6(4)–7, 6–3, [10–6]